# Ooops Up
Ooops Up è un singolo del gruppo musicale tedesco Snap!, pubblicato il 4 giugno 1990 come secondo estratto dal primo album in studio World Power.

## Tracce
12" Maxi (1990)
1. Ooops Up (Vocal) – 6:17
2. Ooops Up (Other Mix) – 6:40
3. Ooops Up (Instrumental) – 5:33

7" Single (1990)
1. Ooops Up (Vocal Edit) – 3:57
2. Ooops Up (Instrumental Edit) – 3:57

CD Maxi (1990)
1. Ooops Up (Vocal Edit) – 3:57
2. Ooops Up (Vocal 12" Mix) – 6:17
3. Ooops Up (Other Mix) – 6:40

Versione 2003Snap! feat. NG3
1. Ooops Up! (Radio Edit) – 3:20
2. Ooops Up! (Extended Club Mix) – 4:03
3. Ooops Up! (Oops Up 90) – 4:00

## Classifiche

### Classifiche settimanali
| Classifica (1990)              | Posizione massima |
| ------------------------------ | ----------------- |
| Australia                      | 4                 |
| Austria                        | 2                 |
| Belgio (Fiandre)               | 4                 |
| Europa                         | 2                 |
| Finlandia                      | 3                 |
| Francia                        | 34                |
| Germania                       | 2                 |
| Grecia                         | 1                 |
| Irlanda                        | 15                |
| Italia                         | 6                 |
| Norvegia                       | 2                 |
| Nuova Zelanda                  | 8                 |
| Paesi Bassi                    | 2                 |
| Regno Unito                    | 5                 |
| Spagna                         | 6                 |
| Stati Uniti                    | 35                |
| Stati Uniti (dance club)       | 4                 |
| Stati Uniti (dance/electronic) | 12                |
| Stati Uniti (rap)              | 3                 |
| Stati Uniti (R&B)              | 18                |
| Svezia                         | 2                 |
| Svizzera                       | 2                 |

### Classifiche di fine anno
| Classifica (1990) | Posizione |
| ----------------- | --------- |
| Austria           | 4         |
| Belgio (Fiandre)  | 23        |
| Germania          | 5         |
| Italia            | 35        |
| Nuova Zelanda     | 23        |
| Paesi Bassi       | 16        |
| Regno Unito       | 33        |
| Svizzera          | 8         |